# NGC 6422
NGC 6422 (другие обозначения — MCG 11-21-15, ZWG 321.26, PGC 60558) — галактика в созвездии Дракон.
Этот объект входит в число перечисленных в оригинальной редакции «Нового общего каталога».